# Gustavo Nonato
Gustavo Nonato Santana, mais conhecido como Gustavo Nonato ou simplesmente Nonato (São Paulo, 3 de março de 1998), é um futebolista brasileiro que atua como meio-campista. Atualmente joga no Fluminense, emprestado pelo Santos.

## Carreira

### Antecedentes
Nascido em São Paulo, Nonato iniciou sua carreira como jogador de futebol nas categorias de base do Corinthians no ano de 2008, onde foi dispensado anos depois e ingressou nas categorias de base do São Caetano em 2014.

### São Caetano
Nonato fez sua estreia profissional no dia 30 de março de 2016, entrando como titular em uma vitória fora de casa por 2–0 sobre o Monte Azul, pelo Campeonato Paulista da Série A2. Nonato esteve na equipe do São Caetano na Copa São Paulo de Futebol Júnior de 2017, onde o time foi eliminado para o Flamengo na competição. No mesmo ano, foi campeão do Campeonato Paulista da Série A2, tendo atuado em apenas duas partidas.
Nonato ganhou a posição de titular a partir da partida contra o Mirassol, pela segunda rodada da segunda fase da Copa Paulista de 2017. O jogador ocupou a vaga de Paulo Vinicius, que havia sido expulso na rodada anterior, se destacando e mantendo a posição entre os onze titulares. Já em 2018, Nonato foi um dos destaques do time, ajudando o Azulão a evitar o rebaixamento no Campeonato Paulista.

### Internacional
Após o fim do Campeonato Paulista, em meados de 2018, Gustavo Nonato foi contratado para a equipe B do Internacional, por um contrato de empréstimo até 2019, com uma opção de compra fixada. A presença dele fez parte do projeto do clube de aumentar o número de jogadores das categorias de base no grupo principal. Em 4 de fevereiro de 2019, o Internacional ampliou o contrato de empréstimo de Gustavo Nonato até o final da temporada.
Sua estreia pelo clube aconteceu no dia 17 de fevereiro de 2019, entrando como titular em uma vitória em casa por 2–1 sobre o Caxias, pelo Campeonato Gaúcho de 2019. Seu primeiro gol como jogador profissional aconteceu no dia 12 de maio, em uma vitória em casa por 3–1 sobre o Cruzeiro, pelo Campeonato Brasileiro de 2019. Em 23 de setembro, o Internacional anunciou a compra definitiva de Nonato, por um novo contrato até o final de 2023.
No mesmo ano, uma série de complicações causadas por dores no púbis o fizeram ter limitações no treino e dificuldades de permanecer até o fim das partidas. Isso, levando também em conta a concorrência dentro do elenco, acabou limitando sua rodagem. No ano seguinte, em 2020, conseguiu disputar apenas 26 partidas e marcar três gols. Por causa da dificuldade em ganhar sequência durante 2020, Nonato pouco foi aproveitado no decorrer de 2021.

### Fluminense
No dia 30 de julho de 2021, o Fluminense anunciou a contratação de Nonato, por um contrato de empréstimo até o fim de 2022. Fez sua estreia no dia 23 de agosto, entrando como substituto em um empate em casa por 1–1 com o Atlético Mineiro, pelo Campeonato Brasileiro de 2021. Seu primeiro gol pelo clube aconteceu no dia 19 de fevereiro, em uma vitória em casa por 3–0 sobre o Volta Redonda, pelo Campeonato Carioca de 2022.

### Ludogorets Razgrad
No dia 1 de setembro de 2022, foi anunciada a venda de Nonato ao clube búlgaro Ludogorets Razgrad. Sua estreia aconteceu no dia 8 de setembro, entrando como substituto e marcando seu primeiro gol pelo clube em uma vitória em casa sobre a Roma por 2–1, pela Liga Europa da UEFA de 2022–23. Ele começou a temporada de 2022–23 como titular, mas perdeu espaço. Em alguns jogos da temporada 2023–24, começou como reserva.

### Santos
Em 31 de julho de 2023, o Santos encaminhou a contratação de Nonato, por um contrato de empréstimo até o final da temporada. Fez sua estreia no dia 20 de agosto, entrando como substituto de Rodrigo Fernández em uma vitória em casa por 2–1 sobre o Grêmio, pelo Campeonato Brasileiro. Seu primeiro gol pelo Santos aconteceu no dia 1 de novembro, marcando o gol de empate em uma vitória fora de casa por 2–1 sobre o Flamengo.
No dia 22 de janeiro de 2024, o Santos concluiu a operação pela aquisição definitiva de Gustavo Nonato junto ao Ludogorets Razgrad, com um novo contrato válido até dezembro de 2026. Na compra, o Santos cedeu ao clube búlgaro o centroavante Rwan Seco também de forma definitiva e deixou o time búlgaro com um crédito de 500 mil euros (R$ 2,7 milhões aproximadamente).

### Retorno ao Fluminense
No dia 6 de julho de 2024, foi confirmado o seu retorno ao Fluminense com empréstimo gratuito do Santos por um ano com opção de compra.

## Estilo de jogo
Nonato é meio-campista de origem, podendo atuar tanto como volante quanto como meia-armador.

## Vida pessoal
A sua irmã, Tuty Nonato, trabalha como atriz e dubladora. No lado pessoal, apesar de não se considerar um militante, Gustavo Nonato é muito engajado nos direitos LGBTQIA+, chegando a publicamente criticar a homofobia e o racismo na sua conta do seu Instagram.

## Estatísticas
Atualizado até 09 de agosto de 2025.

### Clubes
| Equipe             | Temporada         | Campeonato nacional | Campeonato nacional | Campeonato nacional | Copa nacional[a] | Copa nacional[a] | Copa nacional[a] | Competições continentais[b] | Competições continentais[b] | Competições continentais[b] | Outros torneios[c] | Outros torneios[c] | Outros torneios[c] | Total | Total | Total   |
| Equipe             | Temporada         | Jogos               | Gols                | Assist.             | Jogos            | Gols             | Assist.          | Jogos                       | Gols                        | Assist.                     | Jogos              | Gols               | Assist.            | Jogos | Gols  | Assist. |
| ------------------ | ----------------- | ------------------- | ------------------- | ------------------- | ---------------- | ---------------- | ---------------- | --------------------------- | --------------------------- | --------------------------- | ------------------ | ------------------ | ------------------ | ----- | ----- | ------- |
| São Caetano        | 2016              | —                   | —                   | —                   | —                | —                | —                | —                           | —                           | —                           | 3                  | 0                  | 0                  | 3     | 0     | 0       |
| São Caetano        | 2017              | —                   | —                   | —                   | —                | —                | —                | —                           | —                           | —                           | 9                  | 0                  | 0                  | 9     | 0     | 0       |
| São Caetano        | 2018              | —                   | —                   | —                   | —                | —                | —                | —                           | —                           | —                           | 5                  | 0                  | 1                  | 5     | 0     | 1       |
| São Caetano        | Total             | 0                   | 0                   | 0                   | 0                | 0                | 0                | 0                           | 0                           | 0                           | 17                 | 0                  | 1                  | 17    | 0     | 1       |
| Internacional      | 2018              | 0                   | 0                   | 0                   | —                | —                | —                | —                           | —                           | —                           | —                  | —                  | —                  | 0     | 0     | 0       |
| Internacional      | 2019              | 26                  | 3                   | 1                   | 8                | 0                | 0                | 5                           | 0                           | 0                           | 7                  | 0                  | 0                  | 46    | 3     | 1       |
| Internacional      | 2020              | 11                  | 1                   | 0                   | 3                | 0                | 0                | 4                           | 0                           | 0                           | 8                  | 2                  | 0                  | 26    | 3     | 0       |
| Internacional      | 2021              | 3                   | 0                   | 0                   | 0                | 0                | 0                | 5                           | 0                           | 0                           | 11                 | 1                  | 0                  | 19    | 1     | 0       |
| Internacional      | Total             | 40                  | 4                   | 1                   | 11               | 0                | 0                | 14                          | 0                           | 0                           | 26                 | 3                  | 0                  | 91    | 7     | 1       |
| Fluminense         | 2021              | 16                  | 0                   | 1                   | 2                | 0                | 0                | —                           | —                           | —                           | —                  | —                  | —                  | 18    | 0     | 1       |
| Fluminense         | 2022              | 17                  | 0                   | 2                   | 6                | 1                | 1                | 4                           | 0                           | 1                           | 10                 | 3                  | 1                  | 37    | 4     | 5       |
| Fluminense         | Total             | 33                  | 0                   | 3                   | 8                | 1                | 1                | 4                           | 0                           | 1                           | 10                 | 3                  | 1                  | 55    | 4     | 6       |
| Ludogorets Razgrad | 2022–23           | 22                  | 1                   | 2                   | 5                | 1                | 0                | 8                           | 1                           | 0                           | —                  | —                  | —                  | 35    | 3     | 2       |
| Ludogorets Razgrad | 2023–24           | 2                   | 0                   | 0                   | —                | —                | —                | 1                           | 0                           | 0                           | —                  | —                  | —                  | 3     | 0     | 0       |
| Ludogorets Razgrad | Total             | 24                  | 1                   | 2                   | 5                | 1                | 1                | 8                           | 1                           | 0                           | 0                  | 0                  | 0                  | 38    | 3     | 2       |
| Santos             | 2023              | 14                  | 1                   | 0                   | —                | —                | —                | —                           | —                           | —                           | —                  | —                  | —                  | 14    | 1     | 0       |
| Santos             | 2024              | 8                   | 0                   | 0                   | 0                | 0                | 0                | —                           | —                           | —                           | –                  | –                  | –                  | 8     | 0     | 0       |
| Santos             | Total             | 22                  | 1                   | 0                   | 0                | 0                | 0                | 0                           | 0                           | 0                           | 0                  | 0                  | 0                  | 22    | 1     | 0       |
| Fluminense         | 2024              | 10                  | 0                   | 1                   | 1                | 0                | 1                | 1                           | 0                           | 0                           | 0                  | 0                  | 0                  | 12    | 0     | 2       |
| Fluminense         | 2025              | 11                  | 1                   | 0                   | 6                | 0                | 1                | 4                           | 1                           | 1                           | 11                 | 1                  | 0                  | 32    | 3     | 2       |
| Fluminense         | Total             | 21                  | 1                   | 1                   | 7                | 0                | 2                | 5                           | 1                           | 1                           | 11                 | 1                  | 0                  | 44    | 3     | 4       |
| Total na carreira  | Total na carreira | 140                 | 7                   | 7                   | 31               | 2                | 4                | 31                          | 2                           | 2                           | 64                 | 7                  | 2                  | 267   | 18    | 14      |

- a. ^ Jogos da Copa do Brasil e da Copa da Bulgária
- b. ^ Jogos da Copa Libertadores da América, da Copa Sul-Americana, da Liga Europa da UEFA e da Liga Conferência Europa da UEFA
- c. ^ Jogos do Campeonato Paulista - Série A2, da Copa Paulista, do Campeonato Paulista, do Campeonato Gaúcho e do Campeonato Carioca

## Títulos
São Caetano
- Campeonato Paulista - Série A2: 2017

Fluminense
- Taça Guanabara:  2022
- Campeonato Carioca: 2022

Ludogorets Razgrad
- Campeonato Búlgaro: 2022–23
- Copa da Bulgária: 2022–23